# اشغال نوار غزه توسط جمهوری متحد عربی
توافق صلح ۱۹۴۹ با ترسیم خط سبز مرز قانونی بین اسرائیل و کشورهای عربی را مشخص کرد و به جنگ ۱۹۴۸ اعراب و اسرائیل پایان داد؛ همچنین باعث شد تا پادشاهی مصر در کنترل سرزمین کوچکی که از فلسطین تحت قیمومت تصرف کرده بود باقی بماند. این سرزمین بعدها نوار غزه نام گرفت. در این دوره این سرزمین شاهد شکل‌گیری دولت تحت‌الحمایه مصری‌ها بود که تا سال ۱۹۵۹ دوام آورد، درست یک سال بعد از آن که جمهوری مصر و جمهوری دوم سوریه با هم ادغام شدند و کشور مستقل جمهوری متحد عربی را تشکیل دادند. اشغال نوار غزه توسط مصر موقتاً در طول بحران سوئز در سال ۱۹۵۶ به‌دست اسرائیل متوقف شد و بعداً پس از پایان جنگ ۱۹۶۷ اعراب و اسرائیل (موسوم به جنگ شش‌روزه) به‌طور کامل متوقف گردید. سپس فرمانداری نظامی اسرائیل در این منطقه تأسیس شد که آن هم در سال ۱۹۸۱ با اداره مدنی اسرائیلی جایگزین شد. اسرائیل در سال ۲۰۰۵ به‌طور یک‌جانبه از نوار غزه خارج شد.
دولت سراسری فلسطین که در نهایت توسط جمال عبدالناصر رئیس‌جمهور وقت مصر در سال ۱۹۵۹ منحل شد، از زمان تأسیس در سال ۱۹۴۸، تا حد زیادی نمادین بود، اما با این وجود از سوی اکثر اعضای اتحادیه عرب به رسمیت شناخته شد. از زمان معاهده صلح مصر و اسرائیل در سال ۱۹۷۹، موضع رسمی مصر حمایت از ایجاد یک کشور مستقل فلسطینی شامل سرزمین نوار غزه علاوه بر کرانه باختری تحت اشغال اسرائیل است.

## زمینه

### قیمومت بریتانیا
پس از جنگ جهانی اول، جامعه ملل حاکمیت سرزمین فلسطین را که بخشی از قلمروی سابق عثمانی بود، به بریتانیا سپرد. شکل‌گیری فلسطین تحت قیمومت به‌طور رسمی توسط شورای جامعه ملل در ۲۴ ژوئیه ۱۹۲۲ تأیید شد و در ۲۶ سپتامبر ۱۹۲۳ اجرایی شد.

### جنگ ۱۹۴۸ اعراب و اسرائیل
در ۱۵ مه ۱۹۴۸، کمی بیش از سه سال پس از پایان جنگ جهانی دوم در اروپا، قیمومت بریتانیا بر فلسطین پایان یافت. پیش از این، در ۲۹ نوامبر ۱۹۴۷، مجمع عمومی سازمان ملل متحد طرح تقسیم فلسطین در سال ۱۹۴۷ را تصویب کرده بود تا در این سرزمین دو کشور، یکی یهودی و دیگری عربی ایجاد شود. جنگ داخلی ۱۹۴۷–۱۹۴۸ در فلسطین تحت قیمومت در واکنش به تصویب این قطعنامه آغاز شد. در ۱۴ مه ۱۹۴۸، دیوید بن گوریون اعلامیه استقلال اسرائیل را صادر کرد و سحرگاه بعد ارتش مصر، اردن و سوریه با کمک سربازان اعزامی از پادشاهی هاشمی عراق به سرزمین فلسطین هجوم آوردند و جنگ ۱۹۴۸ اعراب و اسرائیل را آغاز کردند. مصر در اوایل جنگ به پیروزی‌هایی دست یافت، اما این دستاوردها در اواخر دسامبر ۱۹۴۸ از دست رفت، زمانی که ارتش اسرائیل در عملیات هوروف، نیروهای مصری را از صحرای نگب بیرون راند و نیروهای مصری را در نوار غزه را نیز محاصره کرد. مصر مجبور به عقب‌نشینی و پذیرش آتش‌بس شد. در ۷ ژانویه ۱۹۴۹، توافق آتش‌بس حاصل شد. نیروهای اسرائیلی از شبه‌جزیره سینا و غزه عقب‌نشینی کردند و اجازه دادند تا این سرزمین‌ها در اختیار مصر باقی بماند.

### تحت‌الحمایه سراسری فلسطین مصر (۱۹۴۸–۱۹۵۹)
تحت‌الحمایه کل فلسطین نهادی بود که توسط اتحادیه عرب در ۲۲ سپتامبر ۱۹۴۸، در طول جنگ اعراب و اسرائیل در سال ۱۹۴۸، ظاهراً برای تأمین حکومت فلسطینی برای فلسطین تأسیس شد. پس از جنگ، نوار غزه تنها سرزمینی بود که تحت اختیار دولت سراسری فلسطین قرار داشت. با این حال، اعضای دولت متعاقباً به قاهره منتقل شدند و تأثیر کم یا هیچ تأثیری بر رویدادهای نوار غزه نداشتند.
در ۲۴ فوریه ۱۹۴۹، توافقنامه آتش‌بس اسرائیل و مصر در رودس امضا شد. بر اساس این قرارداد، خط آتش‌بس در امتداد مرز بین‌المللی (به تاریخ ۱۹۰۶) کشیده شد، به جز در نزدیکی دریای مدیترانه، جایی که پادشاهی مصر همچنان کنترل نواری از زمین در امتداد ساحل را در دست داشت که به نوار غزه معروف شد.

به گفته آوی شلیم:
تضاد بین ادعاهای دولت سراسری فلسطینی و اختیارات واقعی آن به سرعت آن را تا حد مسخره‌بازی کاهش داد. این کشور مدعی صلاحیت قضایی بر کل فلسطین بود، با این حال نه اداره، نه خدمات کشوری، نه پول و نه ارتش واقعی از خود نداشت. حتی کوچک‌ترین مناطق اشغال‌شده اطراف شهر غزه هم تنها با کمک مقامات مصری اداره می‌شد. با بهره‌گیری از وابستگی دولت جدید به مصری‌ها برای تأمین منابع مالی و حمایت، مصری‌ها آن را طوری بازی دادند تا ادعای عبدالله برای نمایندگی از فلسطینیان در اتحادیه عرب و مجامع بین‌المللی را تضعیف کنند. دولت جدید که ظاهراً جنین یک کشور مستقل فلسطینی بود، از همان لحظه تأسیس، به نقش ناخوشایند یک خروس در جنگ قدرت بین قاهره و امّان کاهش یافت.

#### بحران سوئز (۱۹۵۶)

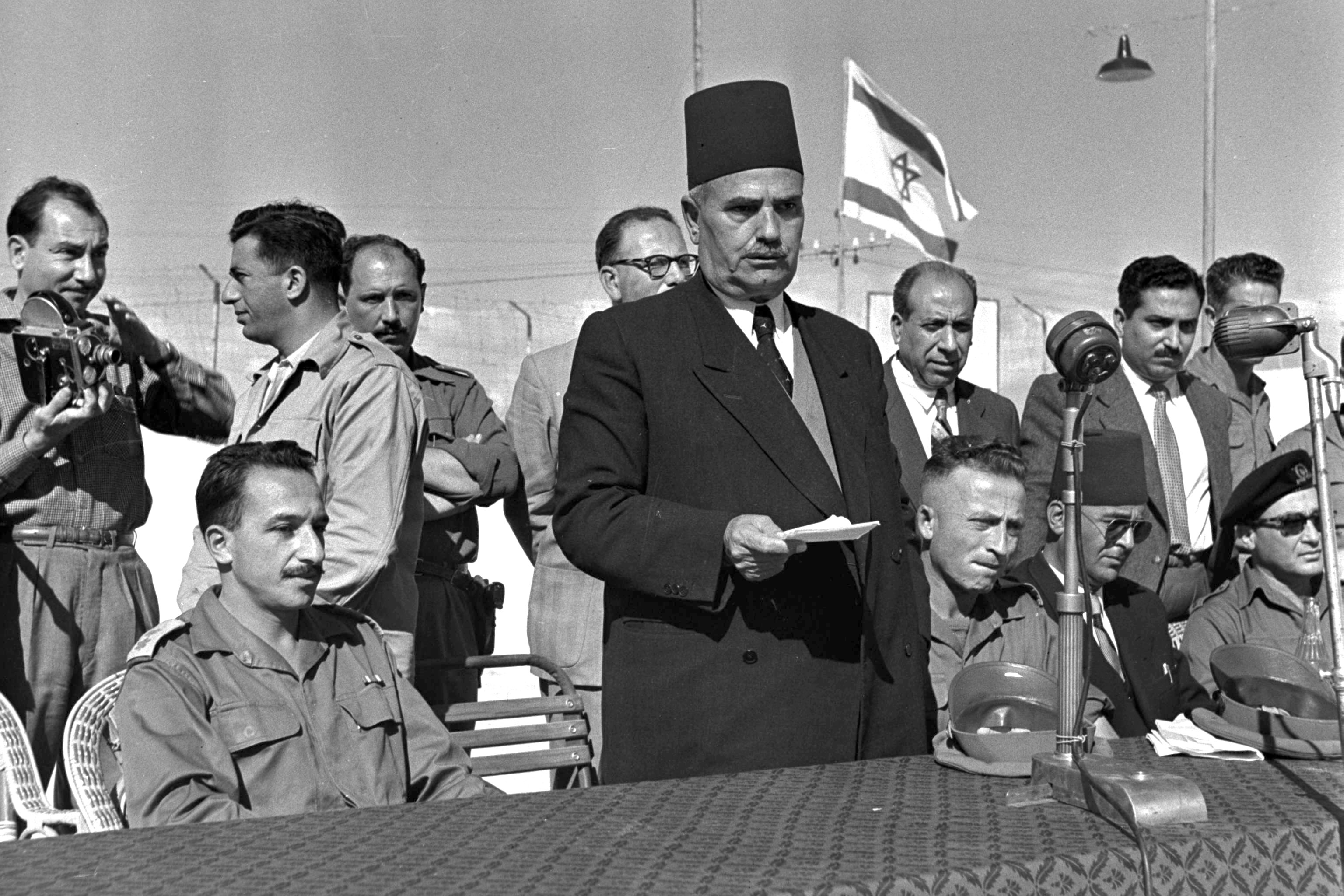
رشدی الشوا، شهردار تازه منصوب‌شدهٔ غزه، در مراسم تحلیف شورای شهرداری غزه، ۲۶ نوامبر ۱۹۵۶ در حال سخنرانی.

پادشاهی مصر در ژوئن ۱۹۵۳ منحل شد و پادشاهی مصر توسط جمهوری عربی مصر جایگزین شد. در سال ۱۹۵۶، مصر خلیج عقبه را محاصره کرد، کنترل ملی کانال سوئز را به دست گرفت و آن را برای کشتیرانی اسرائیل مسدود کرد - که هم تهدیدی برای کشور تازه‌تأسیس اسرائیل بود و هم کنوانسیون قسطنطنیه ۱۸۸۸ را نقض می‌کرد. طبق این کنواسیون، کانال سوئز باید برای همهٔ کشورها باز باشد؛ بریتانیا و فرانسه نیز از اسرائیل حمایت کردند.
در ۲۹ اکتبر ۱۹۵۶، اسرائیل، فرانسه و بریتانیا به نوار غزه و شبه جزیره سینا حمله کردند و جنگ سوئز در سال ۱۹۵۶ را آغاز کردند. تحت فشار بین‌المللی، گروه ضربت انگلیسی-فرانسوی قبل از پایان سال ۱۹۵۶ عقب‌نشینی کرد و ارتش اسرائیل نیز در مارس ۱۹۵۷ از شبه‌جزیره سینا و غزه عقب‌نشینی کرد.

## تاریخ

### جمهوری متحده عربی (۱۹۵۸–۱۹۷۱)
در سال ۱۹۵۹، نوار غزه رسماً به کشور جمهوری عربی متحد (کشوری متشکل از مصر و سوریه که عمر کوتاهی داشت) ادغام شد. در سپتامبر ۱۹۶۱، سوریه با خروج از جمهوری عربی متحد به یک کشور مستقل تبدیل شد. با این حال، مصر تا سال ۱۹۷۱ به‌طور رسمی جمهوری عربی متحد نامیده می‌شد و در آن سال نامش را دوباره به جمهوری مصر تغییر داد. در سال ۱۹۶۲، دولت جمهوری متحد عربی شورای قانونگذاری فلسطینی را تأسیس کرد. سند قانون اساسی با این شرح آغاز شد:
نوار غزه بخشی جدا نشدنی از سرزمین فلسطین و مردم آن بخشی از ملت عرب هستند. فلسطینیان در نوار غزه یک اتحادیه ملی متشکل از همه فلسطینی‌ها در هر کجا که باشند تشکیل خواهند داد - هدف آن کار مشترک برای بازپس‌گیری سرزمین‌های غصب شده فلسطین و مشارکت در تحقق ندای ناسیونالیسم عربی است. اتحادیه ملی با فرمان فرماندار کل مدیریت می‌شود.
زمانی که سازمان آزادی‌بخش فلسطین (PLA) در سال ۱۹۶۴ تأسیس شد، ناصر اعلام کرد که بر غزه کنترل خواهد داشت، اما این اتفاق در عمل هرگز نیفتاد. یک سال بعد، سربازی اجباری برای ارتش آزادی‌بخش فلسطین برقرار شد.

#### جنگ اعراب و اسرائیل ۱۹۶۷
در ۵ ژوئن ۱۹۶۷، چند هفته پس از محاصره تنگه تیران توسط مصر و قطع کشتیرانی اسرائیل، اسرائیل به مصر حمله کرد و جنگ شش روزه را آغاز کرد. اسرائیل به سرعت کشورهای عربی اطراف را شکست داد و نوار غزه را به همراه کرانه باختری و دیگر اراضی اشغال کرد و به تسلط مصر پایان داد.

### پیمان کمپ دیوید (۱۹۷۸)
در سال ۱۹۷۸، اسرائیل و مصر توافقنامه تاریخی کمپ دیوید را امضا کردند که به‌طور رسمی به درگیری بین آن‌ها پایان داد. بخش دوم این توافقنامه چارچوبی برای ایجاد یک رژیم خودمختار در کرانه باختری و نوار غزه بود؛ بنابراین جمهوری عربی مصر هرگونه ادعای ارضی بر نوار غزه را کنار گذاشت.

### معاهده صلح مصر و اسرائیل (۱۹۷۹)
در سال ۱۹۷۹، معاهده صلح مصر و اسرائیل امضا شد. مصر اولین کشور عربی بود که حاکمیت اسرائیل را به رسمیت شناخت و از آن زمان تاکنون از راه‌حل دو کشوری حمایت کرده و از ایجاد یک کشور مستقل فلسطینی شامل کرانه باختری و نوار غزه که هر دو از زمان جنگ ۱۹۶۷ تحت اشغال اسرائیل بوده‌اند، حمایت می‌کند.